# Nicola Maurocatacalo
Nicola Maurocatacalo (in greco Νικόλαος Μαυροκατακαλών?, Nicholas Maurokatakalon; fl. XI secolo) è stato un generale e ammiraglio bizantino durante il regno di Alessio I Comneno.
Era di famiglia nobile. Non si conoscono particolari sulla sua giovinezza. La sua prima apparizione risale al 1087, durante l'invasione dei Peceneghi nelle province balcaniche dell'Impero bizantino, quando sconfisse gli invasori in una feroce battaglia a Koule, per la quale lui e il suo co-comandante Bempetziotes ricevettero alte onorificenze dall'imperatore Alessio I. Quando Alessio partecipò personalmente alla campagna contro i Peceneghi nella stessa estate, Maurokatakalon lo affiancò. Quando Alessio lasciò l'esercito per rientrare a Costantinopoli nell'inverno del 1090, Maurocatacalo e Basilio Curticio furono lasciati in loco come co-comandanti, con il compito di rifortificare le città dei Balcani e di preparare la campagna dell'anno successivo. Nel 1095, Maurocatacalo partecipò alla campagna di Alessio contro i Cumani, ma nell'agosto dell'anno successivo compare come ammiraglio imperiale (doux tou stolou) nel Mare Adriatico, inviato a ricevere le prime navi della Prima Crociata. La sua ultima menzione risale al dicembre 1096.
Suo figlio, Mariano Maurocatacalo, sposò una sorella di Niceforo Briennio il Giovane e anche lui fu un comandante militare di terra e di mare.